# Luan Garcia
Luan Garcia, vollständiger Name Luan Garcia Teixeira, (* 10. Mai 1993 in Vitória) ist ein brasilianischer Fußballspieler. Er wird auf der Position eines Innenverteidigers eingesetzt. Sein spielstarker Fuß ist der rechte.

## Verein
Luan Garcia startete in seiner Jugend beim CR Vasco da Gama. Hier erhielt er 2009 seinen ersten Profikontrakt. In der Série A 2011 stand er das zwei Mal im Kader für Spiele in der Série A. Zu einem ersten Einsatz in einem offiziellen Wettbewerbsspiel kam Garcia aber erst in der Série A 2012. Hier stand er in zweien in der Startelf und bei den anderen beiden auf der Reservebank, in beiden wurde er eingewechselt. Am 6. September 2012, dem 22. Spieltag der Saison, wurde Garcia im Spiel gegen Náutico Capibaribe in der 62. Minute für Auremir eingewechselt. In derselben Saison erzielte Garcia auch sein erstes Tor in der Série A. Am 29. September 2012, dem 27. Spieltag, zuhause gegen den Figueirense FC stand er in der Startelf. In dem Spiel erzielte er in der 34. Minute nach Vorlage von Juninho den 1:1-Ausgleichstreffer (Endstand: 3:1). Ab der Saison 2014. kam Garcia dann zu häufigeren Einsätzen. Anfang 2015 konnte Garcia mit Vasco die Staatsmeisterschaft von Rio de Janeiro gewinnen. Ein weiteres Highlight der Saison war sein 100. Pflichtspiel für Vasco. Dieses bestritt er in der Série A gegen den Cruzeiro EC. Trotz des guten Starts in die Vorsaison, endete die Série A 2015 enttäuschend, musste Vasco doch als Achtzehnter in die Série B absteigen. Allerdings gewann Vasco 2016 dann wieder die Staatsmeisterschaft und belegte in der Série B 2016 den dritten Platz, mit welchem der Klub wieder aufstieg. 2017 lief Garcia zunächst wieder für Vasco in der Staatsmeisterschaft auf. Zur Austragung der Série A 2017 wechselte er dann aber erstmals den Klub.
Garcia ging zur SE Palmeiras. Der Kontrakt enthielt eine Laufzeit über vier Jahre. Aufgrund einer Operation am rechten Fuß stand er Palmeiras aber nicht sofort zur Verfügung. Sein Debüt bei dem Klub gab er in der Série A am 18. Juni 2017. Im Auswärtsspiel gegen den EC Bahia am 8. Spieltag wurde er in der 71. Minute für Thiago Santos eingewechselt. Mit Palmeiras gab Garcia auch seinen Einstand auf internationaler Klubeeben. In der Copa Libertadores 2017 spielte der Klub am 5. Juli 2017 im Achtelfinale. In dem Hinspiel gegen Barcelona Sporting Club stand Garcia in der Startelf. Im Turnier 2018 erzielte der Spieler dann sein erstes Tor auf internationaler Klubebene. Im Halbfinalrückspiel am 1. November 2018 gegen Boca Juniors gelang ihm in der 53. Minute der 1:1-Ausgleichstreffer (Endstand: 2:2). In der Série A 2018, in der Palmeiras seinen zehnten Meistertitel in der Série A gewinnen sollte, trat Garcia 16 Mal an und erzielte zwei Tore. Die Copa Libertadores 2020 (acht Spiele, kein Tor) und Copa Libertadores 2021 (elf Spiele, kein Tor) konnte er mit dem Klub gewinnen. Der Sieg 2020 qualifizierte zur Teilnahme an der FIFA-Klub-Weltmeisterschaft 2020. Palmeiras war hier nicht erfolgreich. Im Halbfinale und im Spiel um den dritten Platz gab es Niederlagen, Garcia trat in beiden Spielen an. Nach dem Sieg in der Staatsmeisterschaft 2022, konnte Garcia mit Palmeiras im November deren elften nationalen Meistertitel feiern (16 Spiele, kein Tor). Bei der erfolgreichen Titelverteidigung 2023 bestritt Garcia 23 Spiele, ein Tor. Kurz nach Beginn der Série A 2024 verließ er im Juni 2024 den Klub.
Garcia unterschrieb einen Kontrakt in Mexiko bei Deportivo Toluca. Sein Debüt in der Liga MX gab er am 7. Juli 2024 im Spiel beim Deportivo Guadalajara. In der Partie der Apertura 2024 stand er neben seinem Landsmann Tiago Volpi in der Startelf. Im Heimspiel gegen den Club América am 10. November erzielte er mit dem Treffer zum 4:0-Endstand sein erstes Tor für den Klub.

## Nationalmannschaft

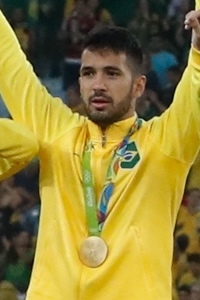
Luan Garcia Olympia 2016

### U-20
Ab 2012 erhielt Garcia Einsätze in der U-20-Auswahl Brasiliens. Er nahm an einem acht Nationenturnier in Kapstadt sowie dem Quadrangular Internacional teil. Beide Wettbewerbe konnte er mit der Mannschaft gewinnen. 2013 avancierte Garcia zum Kapitän der U-20-Auswahl. Diese sollte er zur U-20-Fußball-Südamerikameisterschaft 2013 führen.
2015 war Garcia dann Teil der Auswahl, welche den dritten Platz bei den Panamerikanische Spielen in Toronto erreichte. Garcia war Mitglied der U-23-Auswahl um Neymar, welche 2016 den Olympiasieg im Fußball erreichte. Zu Einsätzen kam er in dem Turnier nicht.

### Nationalmannschaft
2017 erfolgte die erste Berufung von Garcia in die Nationalmannschaft. Nationaltrainer Tite gab am 19. Januar 2017 den endgültigen Kader für das Freundschaftsspiel gegen die Auswahl von Kolumbien am 25. Januar 2017 bekannt, zu welchem auch Garcia gehörte. Zum Einsatz kam dieser in dem Spiel nicht.

## Erfolge
Nationalmannschaft
- Cape Town International Challenge U-20: 2012
- Panamerikanische Spiele: 2015 Dritter
- Olympiasieger 2016

Vasco
- Staatsmeisterschaft von Rio de Janeiro: 2015, 2016
- Taça Guanabara: 2016

Palmeiras
- Campeonato Brasileiro de Futebol: 2018, 2022, 2023
- Copa Libertadores: 2020, 2021
- Copa do Brasil: 2020
- Staatsmeisterschaft von São Paulo: 2022, 2023, 2024
- Supercopa do Brasil: 2023

## Auszeichnungen
- Staatsmeisterschaft von Rio de Janeiro Mannschaft des Turniers: 2014, 2015, 2016[14]